# Hirtzfelden
Hirtzfelden [iʁtsfɛldən]  est une commune française située dans l'aire d'attraction de Mulhouse et faisant partie de la collectivité européenne d'Alsace (circonscription administrative du Haut-Rhin), en région Grand Est.
Cette commune se trouve dans la région historique et culturelle d'Alsace.

## Géographie

### Localisation
Hirtzfelden est située dans le Centre Est du département du Haut-Rhin, dans le fossé rhénan.
Le territoire de la commune est limitrophe de ceux de neuf autres communes :
| Oberentzen et Niederentzen | Rustenhart  | Balgau      |
| Meyenheim                  | Hirtzfelden | Fessenheim  |
| Reguisheim                 | Munchhouse  | Roggenhouse |

### Géologie et relief
La superficie de la commune est de 2 210 hectares ; son altitude varie de 210  à   217 mètres ; la commune n'offre donc qu'un faible dénivelé et l'altitude varie peu comme ses voisines situées dans la plaine de Rhin.

### Voies de communication et transports
La commune se situe à 4 km de l'autoroute A35. L'est du ban communal est traversé par l'ancien canal du Rhône au Rhin, déclassé en 1966. La commune est traversée par les lignes de bus reliant Colmar et Guebwiller à Fessenheim. En revanche, Hirtzfelden n'est pas desservie par le train : les gares voyageurs (SNCF) les plus proches sont celles de Merxheim (11 km) et Rouffach (12 km) desservies par des TER reliant Colmar à Mulhouse et Bantzenheim (13 km), sur la ligne Mulhouse-Mülheim. Les gares TGV les plus proches sont celles de Colmar (23 km) et de Mulhouse (26 km). L'aéroport international le plus proche est celui de Bâle-Mulhouse. Depuis la construction du Pont du Rhin en 2008, la commune n'est plus qu'à 22 km de l'aérodrome de Bremgarten et de sa zone industrielle et à 15 km de l'autoroute allemande no 5 qui relie Fribourg-en-Brisgau à Bâle.
La communauté de communes assure également en semaine un service de transport pour les voyageurs âgés de plus de 12 ans, vers les autres communes de la zone.

### Hydrographie

#### Réseau hydrographique
La commune est dans le bassin versant du Rhin au sein du bassin Rhin-Meuse. Elle est drainée par le canal du Rhône au Rhin et le canal d'Irrigation de Munchhouse,.
Le canal du Rhône au Rhin est un canal français qui relie la Saône, affluent navigable du Rhône, au Rhin, par la vallée du Doubs et son prolongement en Haute Alsace jusqu'à Niffer sur le Rhin, un autre prolongement rejoignant Strasbourg par la canalisation de l'Ill. La commune est sur la section qui relie Valdieu-Lutran à Saint-Symphorien-sur-Saône.
Le canal d'Irrigation de Munchhouse, d'une longueur de 11 km, est un canal, chenal non navigable qui relie la commune de Bantzenheim la commune, où il se jette dans le canal du Rhône au Rhin.

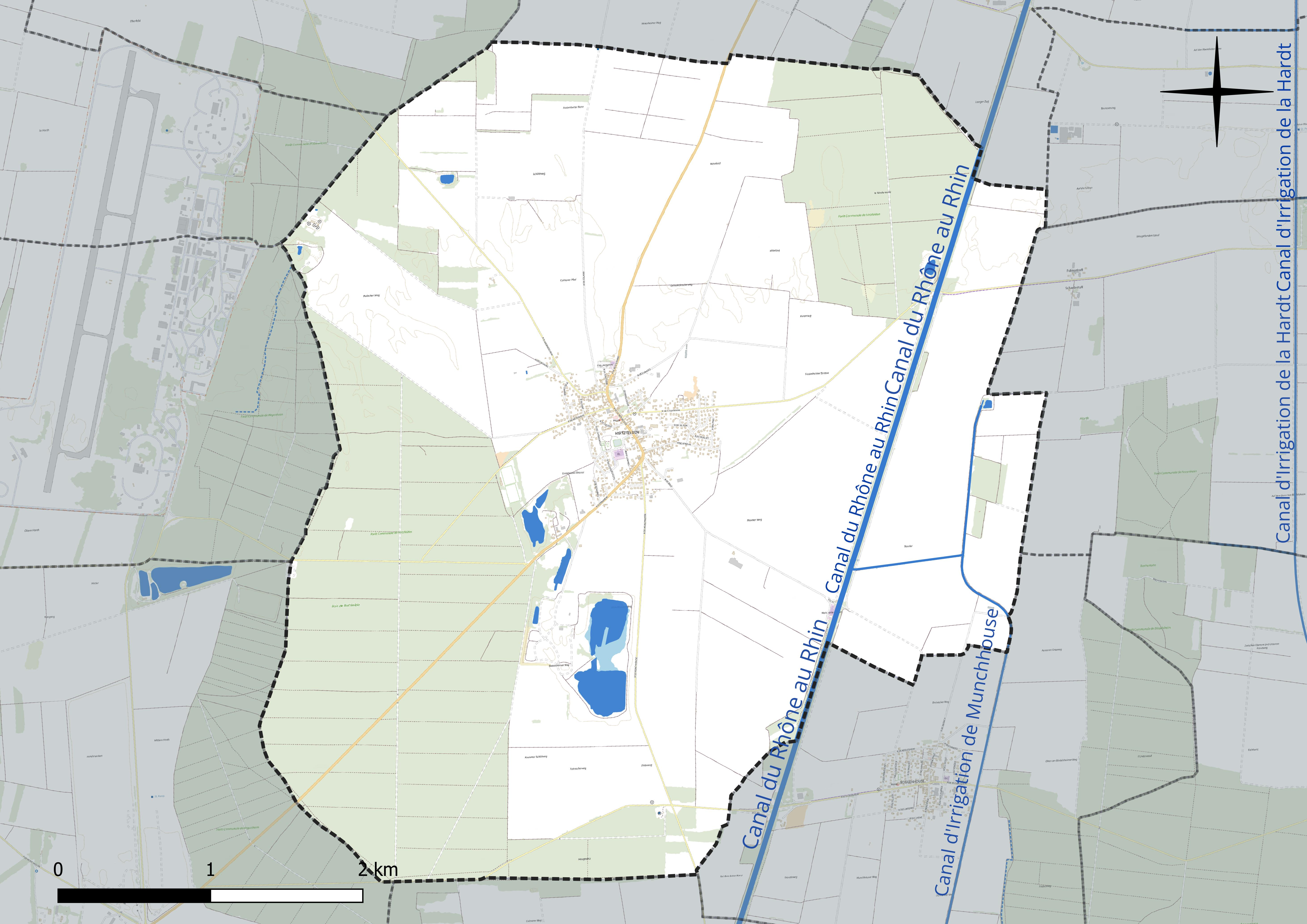
Réseau hydrographique de Hirtzfelden.

#### Gestion et qualité des eaux
Le territoire communal est couvert par le schéma d'aménagement et de gestion des eaux (SAGE) « Ill Nappe Rhin ». Ce document de planification concerne la nappe phréatique rhénane, les cours d'eau de la plaine d'Alsace et du piémont oriental du Sundgau, les canaux situés entre l'Ill et le Rhin et les zones humides de la plaine d'Alsace. Le périmètre s’étend sur 3 596 km2. Il a été approuvé le 17 janvier 2005. La structure porteuse de l'élaboration et de la mise en œuvre est la région Grand Est.
La qualité des cours d’eau peut être consultée sur un site dédié géré par les agences de l’eau et l’Agence française pour la biodiversité.

### Climat
Pour des articles plus généraux, voir Climat du Grand Est et Climat du Haut-Rhin.
En 2010, le climat de la commune est de type climat océanique altéré, selon une étude du Centre national de la recherche scientifique s'appuyant sur une série de données couvrant la période 1971-2000. En 2020, Météo-France publie une typologie des climats de la France métropolitaine dans laquelle la commune est exposée à un climat semi-continental et est dans la région climatique Alsace, caractérisée par une pluviométrie faible, particulièrement en automne et en hiver, un été chaud et bien ensoleillé, une humidité de l’air basse au printemps et en été, des vents faibles et des brouillards fréquents en automne (25 à 30 jours).
Pour la période 1971-2000, la température annuelle moyenne est de 10,5 °C, avec une amplitude thermique annuelle de 17,8 °C. Le cumul annuel moyen de précipitations est de 602 mm, avec 8 jours de précipitations en janvier et 9,1 jours en juillet. Pour la période 1991-2020, la température moyenne annuelle observée sur la station météorologique de Météo-France la plus proche, « Colmar-Meyenheim », sur la commune de Meyenheim à 7 km à vol d'oiseau, est de 11,3 °C et le cumul annuel moyen de précipitations est de 595,0 mm. 
La température maximale relevée sur cette station est de 40,9 °C, atteinte le 13 août 2003 ; la température minimale est de −24,8 °C, atteinte le 27 février 1986,,.
Les paramètres climatiques de la commune ont été estimés pour le milieu du siècle (2041-2070) selon différents scénarios d'émission de gaz à effet de serre à partir des nouvelles projections climatiques de référence DRIAS-2020. Ils sont consultables sur un site dédié publié par Météo-France en novembre 2022.

## Urbanisme

### Typologie
Au 1er janvier 2024, Hirtzfelden est catégorisée bourg rural, selon la nouvelle grille communale de densité à sept niveaux définie par l'Insee en 2022.
Elle est située hors unité urbaine. Par ailleurs la commune fait partie de l'aire d'attraction de Mulhouse, dont elle est une commune de la couronne,. Cette aire, qui regroupe 132 communes, est catégorisée dans les aires de 200 000 à moins de 700 000 habitants,.

### Occupation des sols
L'occupation des sols de la commune, telle qu'elle ressort de la base de données européenne d’occupation biophysique des sols Corine Land Cover (CLC), est marquée par l'importance des territoires agricoles (62 % en 2018), en diminution par rapport à 1990 (64,1 %). La répartition détaillée en 2018 est la suivante :
terres arables (60,7 %), forêts (31,8 %), zones urbanisées (2,8 %), mines, décharges et chantiers (1,9 %), eaux continentales (1,5 %), zones agricoles hétérogènes (1,3 %). L'évolution de l’occupation des sols de la commune et de ses infrastructures peut être observée sur les différentes représentations cartographiques du territoire : la carte de Cassini (XVIIIe siècle), la carte d'état-major (1820-1866) et les cartes ou photos aériennes de l'IGN pour la période actuelle (1950 à aujourd'hui).

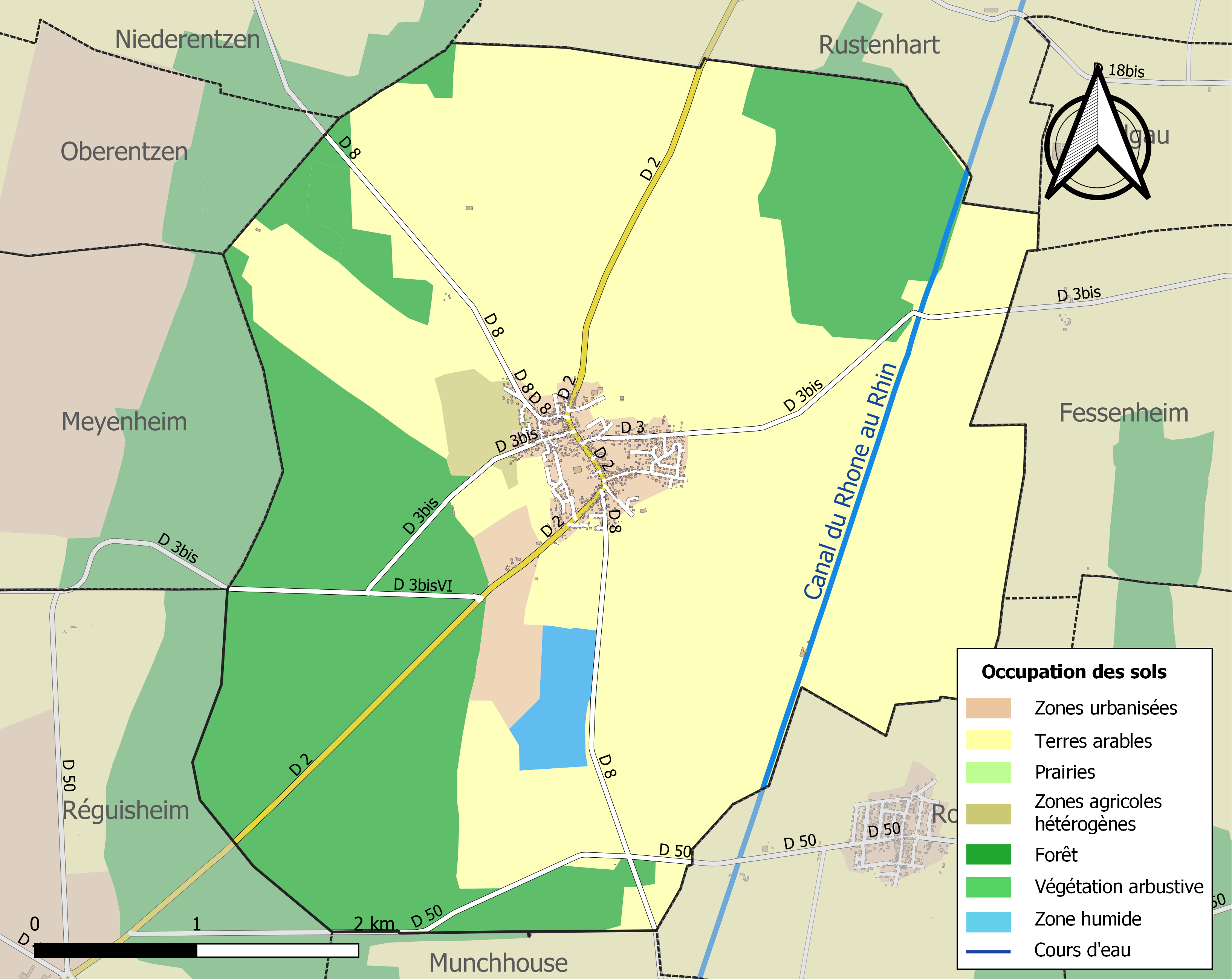
Carte des infrastructures et de l'occupation des sols de la commune en 2018 (CLC).

### Morphologie urbaine
Le plan d'occupation des sols de cette commune interdit la construction d'habitations à toit plat ou toiture-terrasse.

### Logement
En 2013, le nombre total de logements dans la commune était de 494, alors qu'il était de 443 en 2008.
Parmi ces logements, 92,9 % étaient des résidences principales, 0,6 % des résidences secondaires et 6,5 % des logements vacants. Ces logements étaient pour 93,9 % d'entre eux des maisons individuelles et pour 6,1 % des appartements.
La proportion des résidences principales, propriétés de leurs occupants était de 84,7 %, en augmentation par rapport à 2008 (81,4 %). La part de logements HLM loués vides (logements sociaux) n'était que de 0,7 %.

## Toponymie
Hiruzfeld (728) pourrait être à l'origine le champ (Feld en allemand) du cerf (Hirsch en allemand), liés aux nombreux cerfs qui peuplent les forêts voisines. Le mot Hirtza signifie également berger en alémanique et Feld désignait un terrain découvert et plat, sans toutefois que la surface soit obligatoirement cultivée. Hiruz prend la signification de millet (Hirse en allemand), dans d'autres toponymes comme Herschfeld, un quartier de Bad Neustadt an der Saale, dans ce cas, Hiruzfeld pourrait alors se traduire par le champ de millet.

## Histoire

### Antiquité
Les premières traces de présence humaine sont relevées à l'âge de bronze. En 1961, un groupe de 5 tumuli datant de l'âge de bronze ont été fouillés en forêt de Rothleible, sur le ban communal de Munchouse. Des sépultures (tombes et tumuli) datant des 1er et 2e âge de fer, ont été également découvertes sur les bans communaux d'Oberentzen et Réguisheim. À l'époque romaine, le site était probablement un carrefour entre la voie romaine de Burnhaupt-Brisach et le chemin reliant Bâle à Eguisheim.

### Moyen Âge
Le village de Hirtzfelden apparait dès le début du VIIIe siècle, dans une donation du comte Eberhard du Nordgau à l'abbaye de Murbach. En 1920, on découvre les restes d'un cimetière mérovingien près de l'église, preuve de l'occupation du site. Au XIIIe siècle, le village passe aux Habsbourg, et devient une dépendance du bailliage de Landser.
Dès le Moyen Âge, des bergers prennent l'habitude de se réunir une fois l'an dans une chapelle située à l'emplacement du clocher de l'église Saint-Laurent.

### Temps modernes
Au XVe siècle, la confrérie des bergers du Rhin supérieur, corporation réunissant l'ensemble des bergers et pâtres d'Alsace, du Brisgau autrichiens et de la seigneurie de Ribeaupierre avait son siège à Hirtzfelden. Elle se réunissait le 24 août de chaque année dans la commune et disposait d'une caisse d'entraide pour les bergers pauvres, âgés ou malades. Elle permettait aux bergers de briguer un statut social assimilé à celui des artisans et jouait alors le rôle de contrepouvoir vis-à-vis des seigneurs. Elle fut dissoute à la fin la guerre des paysans de 1525 en représailles, et refondée en 1581 par Hans Schmoll, un berger de Dessenheim et trois autres confrères.
Le XVe siècle est une période troublée pour le village qui est conquis par les Bâlois en 1446, puis occupé par les Lucernois en 1468, durant la guerre des six deniers.
Les descendants de Hans Schmoll vont s'installer à Hirtzfelden au milieu de XVIIe siècle et fournirent plusieurs membres du conseils, bourgmestres et curés à la commune sous l'ancien régime. L'un d'eux va ainsi favoriser l'implantation de familles catholiques suisses à l'issue de la guerre de Trente Ans, dont les Jecker, originaires de Solothurn (Soleure).
À la suite des traités de Westphalie, le village est rattaché comme le reste du sud de l'Alsace, à la couronne de France. À cette époque, Hirtzfelden dépend du bailliage d'Ensisheim, et ceci jusqu'à la Révolution Française.

### Révolution française et Empire
La Révolution marque la fin de la confrérie des bergers, assimilée à une corporation. Les cloches de l'église (qui dataient de la fin du XVIIe siècle) sont réquisitionnées et fondues. Elles seront remplacées à la Restauration (1841).
En 1806, une loi autorise les maires à concéder moyennant une rente annuelle les terrains communaux. Cette possibilité est utilisée à plusieurs reprises à Hirtzfelden.

### Époque contemporaine
Sous le Premier Empire et la Restauration, le canal du Rhône au Rhin est creusé par deux contingents de prisonniers espagnols, arrivés sur place en 1810 et 1841.
C'est également à cette époque qu'est construite la mairie-école, le relais de poste (1841) et qu'une ferme du XVIIe siècle est transformée pour servir de presbytère.
Le 20 novembre 1918, quelques jours après l'armistice, un avion d'observation de l'escadrille C53 s'écrase en forêt de Rothleibe. L'observateur, le lieutenant Bernast, meurt sur le coup.
À la fin de la Seconde Guerre mondiale, la libération de Hirtzfelden a lieu les 6 et 7 février 1945 par le 8e régiment de tirailleurs marocains, avec l'appui logistique de l'armée américaine pour le franchissement de l'Ill.

## Politique et administration

### Administration municipale
Le nombre d'habitants au dernier recensement étant compris entre 1 500 et 2 499, le nombre de membres du conseil municipal est de 19.

### Liste des maires
| Période                                  | Période  | Identité           | Étiquette | Qualité         |
| ---------------------------------------- | -------- | ------------------ | --------- | --------------- |
| Les données manquantes sont à compléter. |          |                    |           |                 |
| mars 1983                                | 2008     | François Sauvageot |           | cadre technique |
| mars 2008                                | mai 2020 | Agnès Matter-Balp  |           | Informaticienne |
| mai 2020                                 | En cours | Stéphane Senez     |           |                 |

### Rattachements administratifs et électoraux
Du point de vue administratif, la commune fait partie de l'arrondissement de Thann-Guebwiller dans le département du Haut-Rhin en région Grand Est et avant la réforme territoriale de 2014, était l'une des 17 communes de l'ancien canton d'Ensisheim. La commune fait partie de la communauté de communes de l'Essor du Rhin, officiellement créée par arrêté préfectoral en décembre 2000 et remplaçant les structures intercommunales antérieures (SIVOM créé en 1972). Depuis juillet 1988, la commune fait aussi partie du groupement local de coopération transfrontalière (GLCT) Centre Hardt - Rhin supérieur, qui favorise la coopération avec les communes allemandes de Staufen im Breisgau, Hartheim am Rhein, Bad Krozingen, Eschbar et Heitersheim.
Du point de vue électoral, la commune fait partie de la quatrième circonscription du Haut-Rhin depuis le redécoupage des circonscriptions législatives françaises de 2010 et, depuis la réforme territoriale de 2014 elle est l'une des 38 communes du nouveau canton d'Ensisheim.

### Finances locales
En 2016, dans sa séance du mois de mars, le conseil municipal votait des taux d'imposition de 12,86 % pour la taxe d'habitation, 7,58 % pour le foncier bâti et 41,03 % pour le foncier non bâti.

### Jumelages
Au 17 novembre 2016, Hirtzfelden n'est jumelée avec aucune commune.

## Population et société

### Démographie
L'évolution du nombre d'habitants est connue à travers les recensements de la population effectués dans la commune depuis 1793. Pour les communes de moins de 10 000 habitants, une enquête de recensement portant sur toute la population est réalisée tous les cinq ans, les populations de référence des années intermédiaires étant quant à elles estimées par interpolation ou extrapolation. Pour la commune, le premier recensement exhaustif entrant dans le cadre du nouveau dispositif a été réalisé en 2008.

En 2022, la commune comptait 1 288 habitants, en évolution de +3,95 % par rapport à 2016 (Haut-Rhin : +0,66 %, France hors Mayotte : +2,11 %).
| 1793 | 1800 | 1806 | 1821 | 1831 | 1836 | 1841 | 1846 | 1851 |
| ---- | ---- | ---- | ---- | ---- | ---- | ---- | ---- | ---- |
| 353  | 593  | 650  | 711  | 842  | 931  | 932  | 960  | 930  |

| 1856 | 1861 | 1866 | 1871 | 1875 | 1880 | 1885 | 1890 | 1895 |
| ---- | ---- | ---- | ---- | ---- | ---- | ---- | ---- | ---- |
| 883  | 902  | 852  | 882  | 806  | 820  | 778  | 781  | 751  |

| 1900 | 1905 | 1910 | 1921 | 1926 | 1931 | 1936 | 1946 | 1954 |
| ---- | ---- | ---- | ---- | ---- | ---- | ---- | ---- | ---- |
| 724  | 676  | 669  | 559  | 570  | 560  | 516  | 519  | 515  |

| 1962 | 1968 | 1975 | 1982 | 1990 | 1999 | 2006  | 2008  | 2013  |
| ---- | ---- | ---- | ---- | ---- | ---- | ----- | ----- | ----- |
| 544  | 559  | 561  | 741  | 848  | 981  | 1 084 | 1 113 | 1 208 |

| 2018  | 2022  | - | - | - | - | - | - | - |
| ----- | ----- | - | - | - | - | - | - | - |
| 1 283 | 1 288 | - | - | - | - | - | - | - |

### Enseignement
Hirtzfelden est située dans l'académie de Strasbourg.
Deux crèches situées à Fessenheim et Munchhouse accueillent les tout petits d'Hirtzfelden.
La commune administre une école maternelle et une école élémentaire communales qui regroupent 160 élèves en 2016-2017. Ce groupe scolaire « La farandole » a été inauguré en 2014.
L'association « les mômes d'Hirtz » assure l'accueil péri-scolaire et gère un centre de loisirs durant les vacances scolaires depuis 2003 pour ces classes d'âge. Au-delà du CM2, les collégiens sont scolarisés au collège Félix-Éboué de Fessenheim, puis vers les lycées de Guebwiller pour les filières générales et hôtelières ou de Pulversheim pour les métiers de l'électricité, de la chaudronnerie et de la sécurité.

### Manifestations culturelles et festivités
La fête de la fraxinelle a lieu tous les ans, fin mai-début juin depuis 1978.

### Santé
Un cabinet infirmier est installé sur le territoire de la commune, les médecins généralistes les plus proches sont à Fessenheim, Meyenheim et Reguisheim ; les dentistes à Fessenheim et Munchhouse.
La proximité de la centrale de Fessenheim amène les autorités à distribuer régulièrement des pastilles d'iode à la population.

### Sports
Le club de football d'Hirtzfelden a été fondé en 1953. Il compte plusieurs équipes jeunes et trois équipes séniors regroupant 123 joueurs. En 2015, le club a remporté pour la première fois le championnat d'Alsace de D3, lors de la finale régionale à Gundershoffen.

## Économie
En 2011, le revenu fiscal médian par ménage était de 42 857 €, ce qui plaçait Hirtzfelden au 1 748e rang parmi les 31 886 communes de plus de 49 ménages en métropole.

### Emploi
En 2013, la population âgée de 15 à 64 ans s'élevait à 781 personnes, parmi lesquelles on comptait 78,2 % d'actifs dont 72,5 % ayant un emploi et 5,8 % de chômeurs.
On comptait 108 emplois dans la zone d'emploi, contre 98 en 2008. Le nombre d'actifs ayant un emploi résidant dans la zone d'emploi étant de 573, l'indicateur de concentration d'emploi est de 18,8 %, ce qui signifie que la zone d'emploi offre seulement un emploi pour à peine cinq habitants actifs.

### Entreprises et commerces
Au 31 décembre 2014, Hirtzfelden comptait 83 établissements : 9 dans l’agriculture-sylviculture-pêche, 7 dans l'industrie, 10 dans la construction, 46 dans le commerce-transports-services divers et 11 étaient relatifs au secteur administratif.
En 2015, deux entreprises ont été créées à Hirtzfelden, dont une par un autoentrepreneur.
Les plus gros employeurs locaux demeurent la centrale électrique de Fessenheim, la zone industrielle Koechlin et les zones d'activité intercommunales de la Hardt et de Bremgarten, cette dernière étant le fruit de la coopération franco-allemande. La société HOLCIM (groupe Lafarge) exploite des gravières sur le ban communal.

## Culture locale et patrimoine

### Lieux et monuments
La commune ne compte aucun monument ni objet répertorié à l'inventaire des monuments historiques, ; mais elle compte 15 lieux et monuments (dont sept fermes des XVIIIe et XIXe siècles, un restaurant, un ancien relais de poste, cinq croix monumentales et calvaires (XIXe siècle) et une mairie école)  et 26 objets répertoriés à l'inventaire général du patrimoine culturel,.
Sur la place Francois-Antoine Jecker on trouve un buste en or de l'enfant du pays.
Depuis janvier 2014, la maison de la nature du vieux canal occupe le site d'une ancienne maison éclusière le long de l'ancien canal du Rhône au Rhin. Des activités découvertes, des expositions permettent de sensibiliser le grand public à l'environnement.
Construite au XIIIe siècle, à l'emplacement d'une chapelle plus ancienne dont on trouve des traces dans le nom d'une des rues de ce village (le Kappellenweg), l'église Saint-Laurent a été agrandie au XVIIIe siècle selon les plans de l'architecte Jean-Baptiste Chassain, à qui l'on doit aussi l'hôpital Saint-Martin à Haguenau. Elle enferme un orgue du facteur Martin Rinkenbach et un buste polychrome de saint Marc et une statue de la Vierge.
|  |  |

### Patrimoine naturel
La commune compte trois sites présentant un intérêt écologique. À l'ouest de la commune, s'étend la forêt de Rothleible et ses clairières steppiques, gérées par le Conservatoire des sites alsaciens. On y trouve un des rares sites de reproduction de la laineuse du prunellier, dans ce département, le géranium sanguin, le crapaud calamite, l'ascalaphe soufré, des pelouses à orchidées et une herbacée de la famille des orangers : la fraxinelle,. Au sud-ouest de l'agglomération, entre les départementales 3b et 8 s'étend la zone de gravières du Battenheimer weg. C'est un site de reproduction pour plusieurs espèces d'oiseaux d'eau d'intérêt patrimonial tel que le bruant proyer, l'hirondelle de rivage et le cochevis huppé. Au nord-est du banc communal s'étend le bois de Niederwald où l'on peut apercevoir un papillon menacé de disparition : la bacchante.

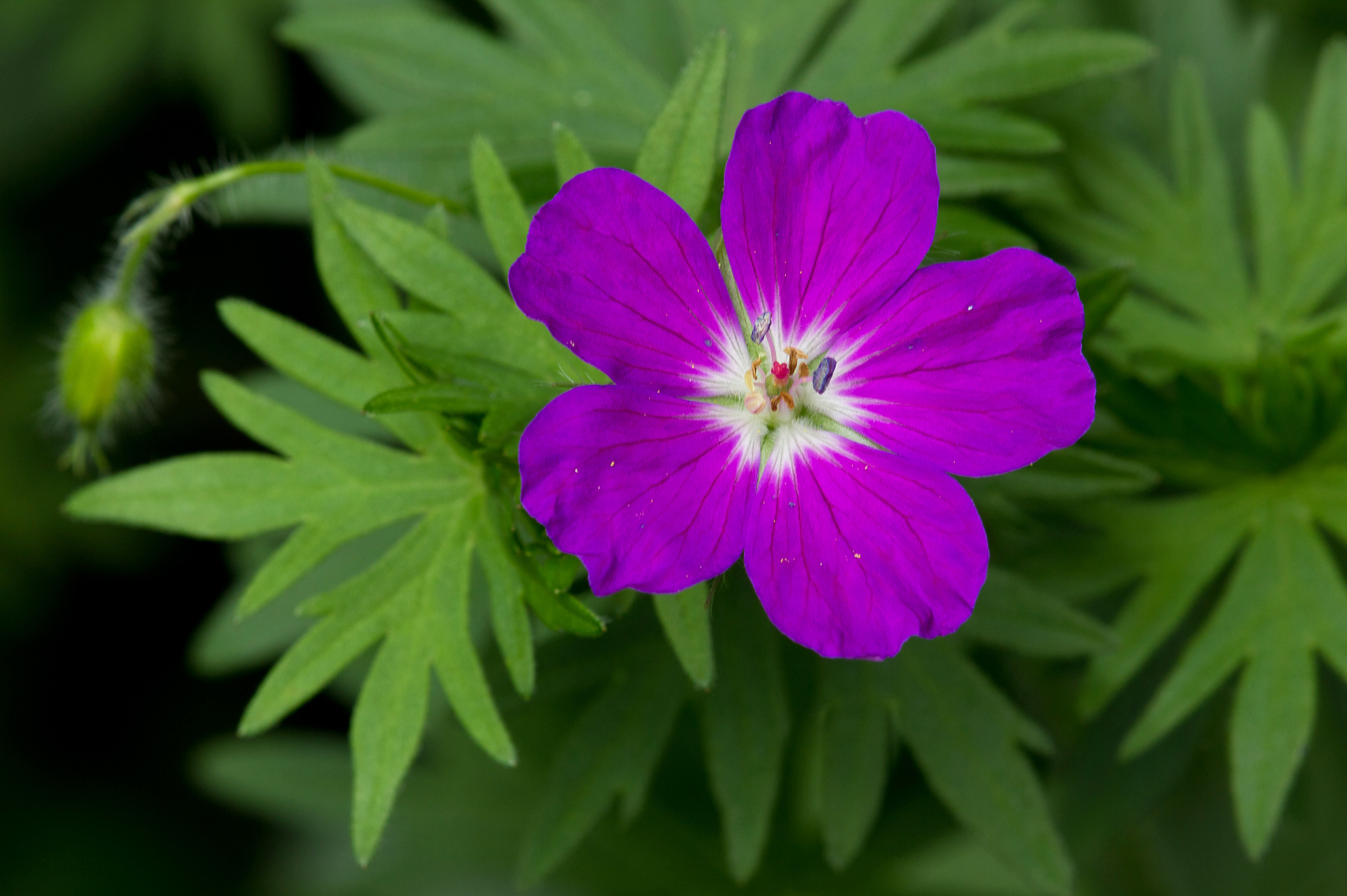
Géranium sanguin
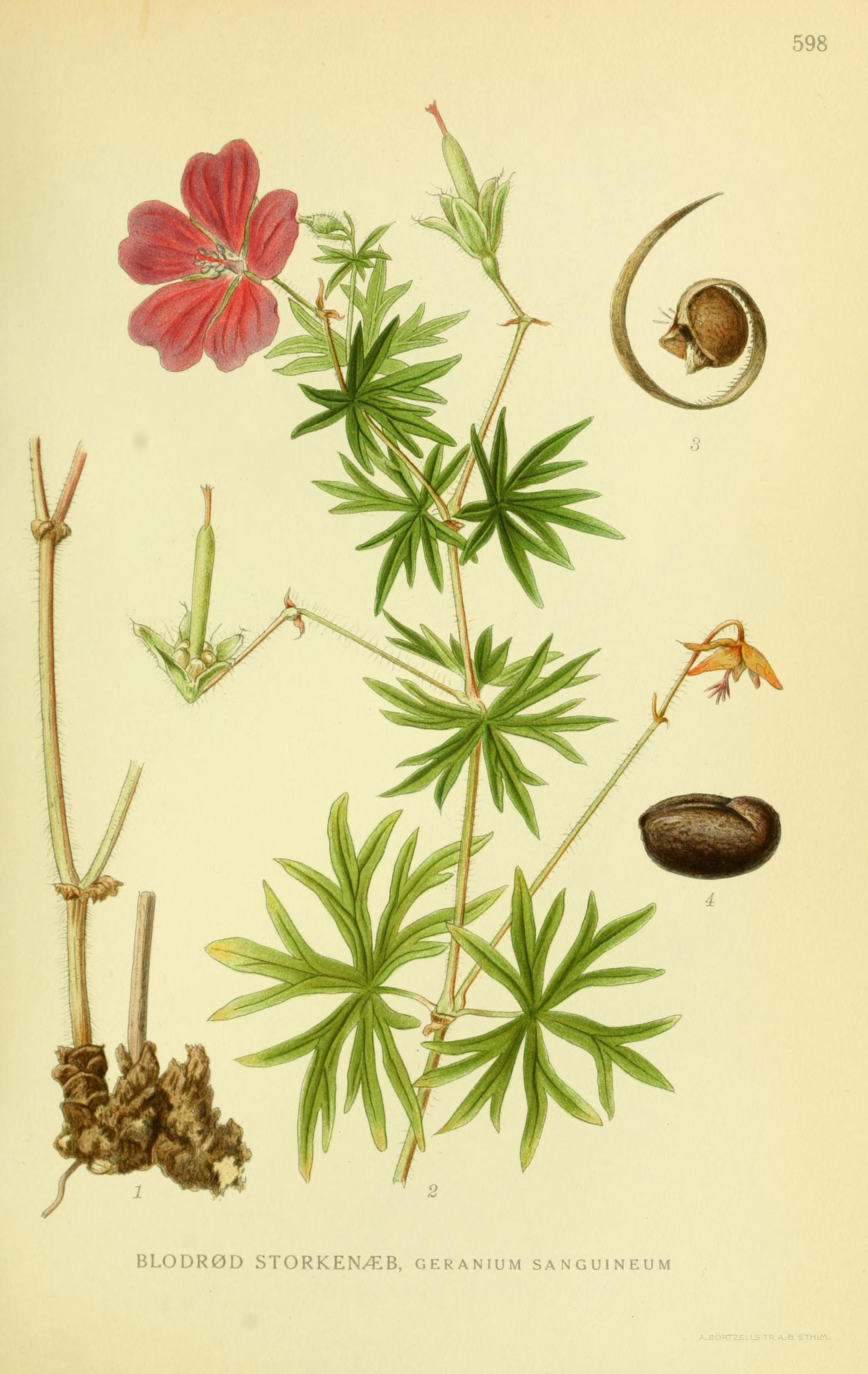
Géranium sanguin (Herbier)
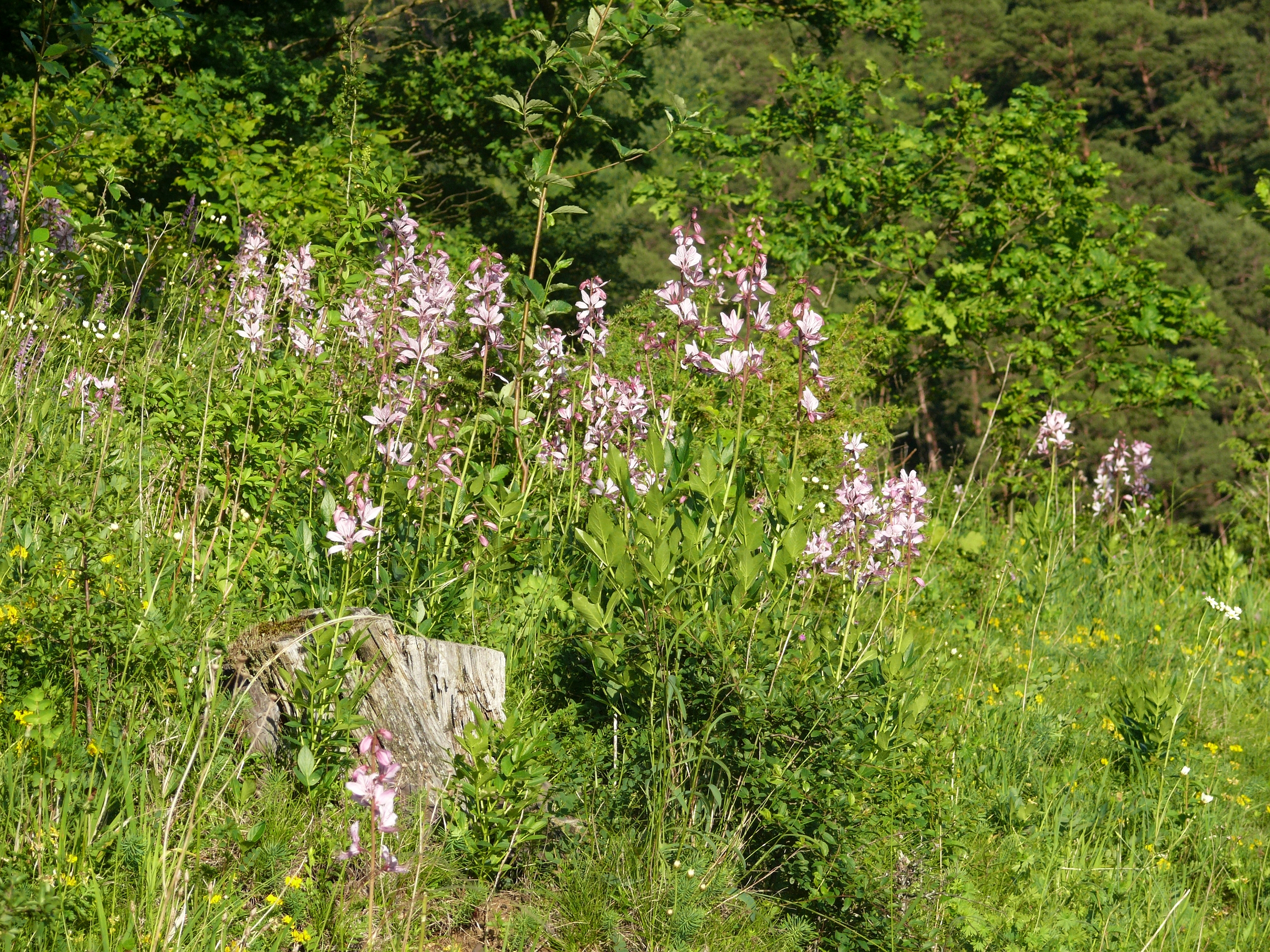
Fraxinelle
Fleur de Fraxinelle
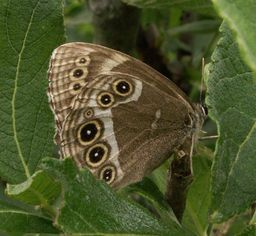
Bacchante (stade adulte)
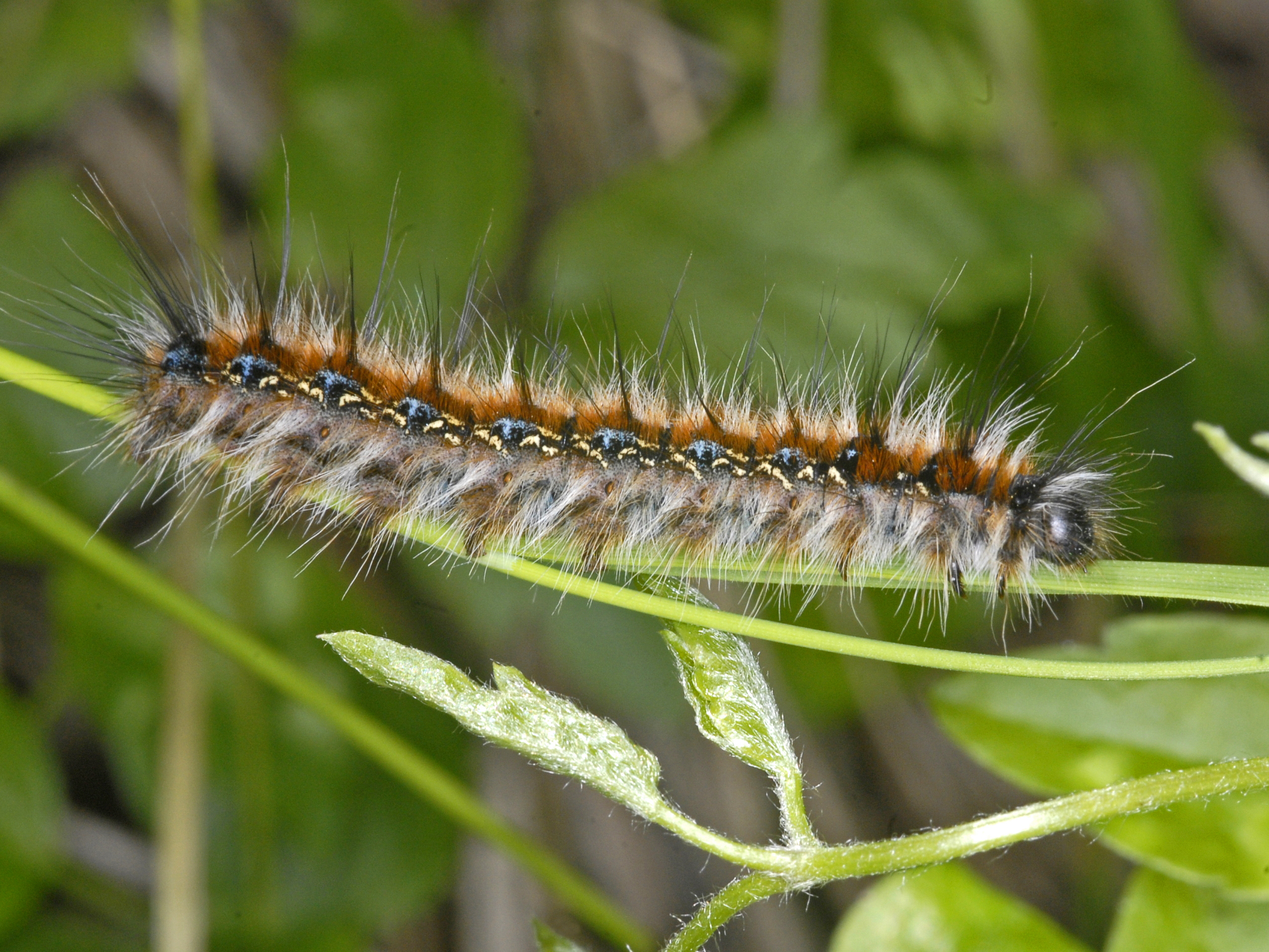
Chenille de la laineuse du chêne
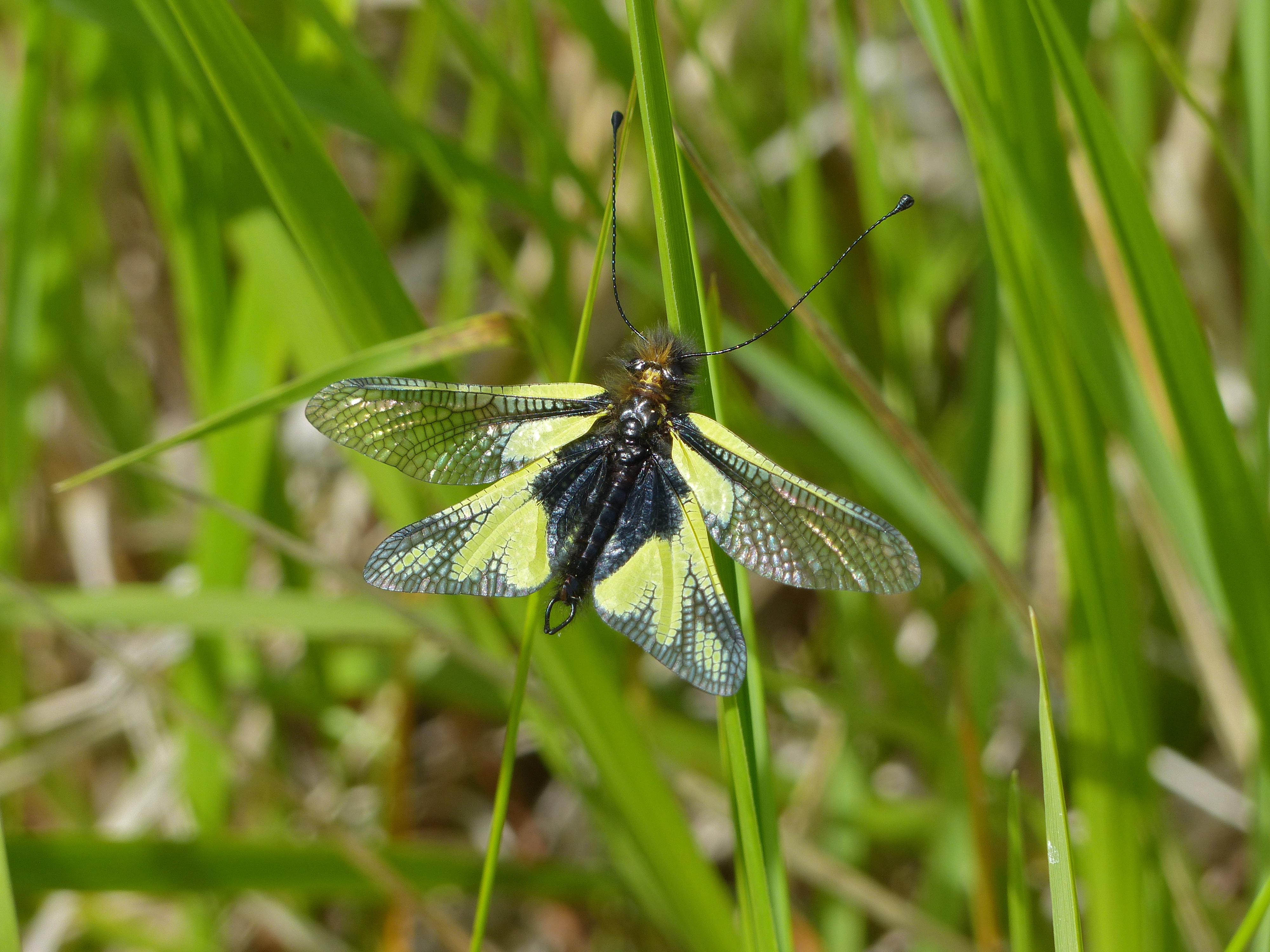
Ascalaphe soufré
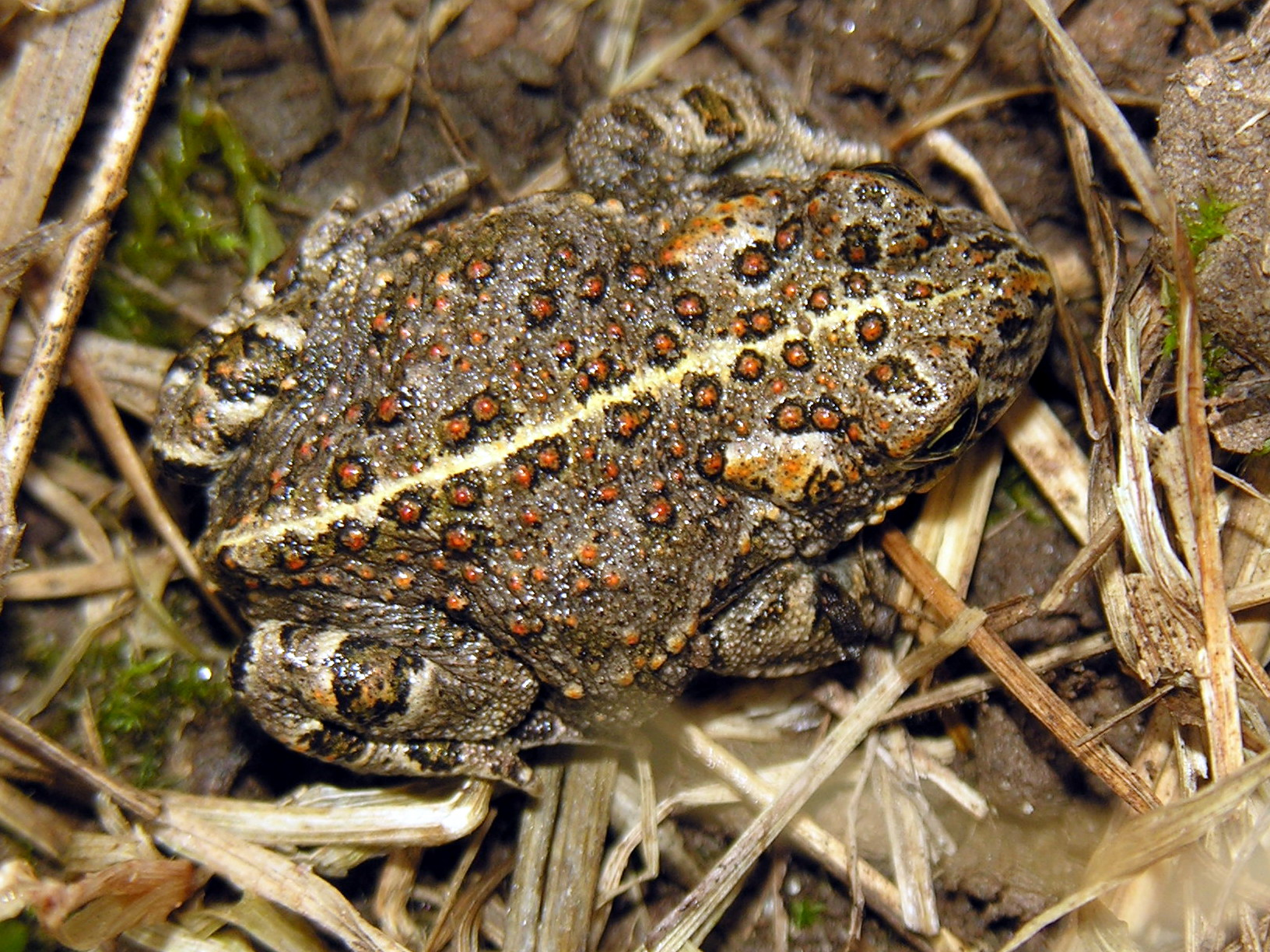
Crapaud calamite
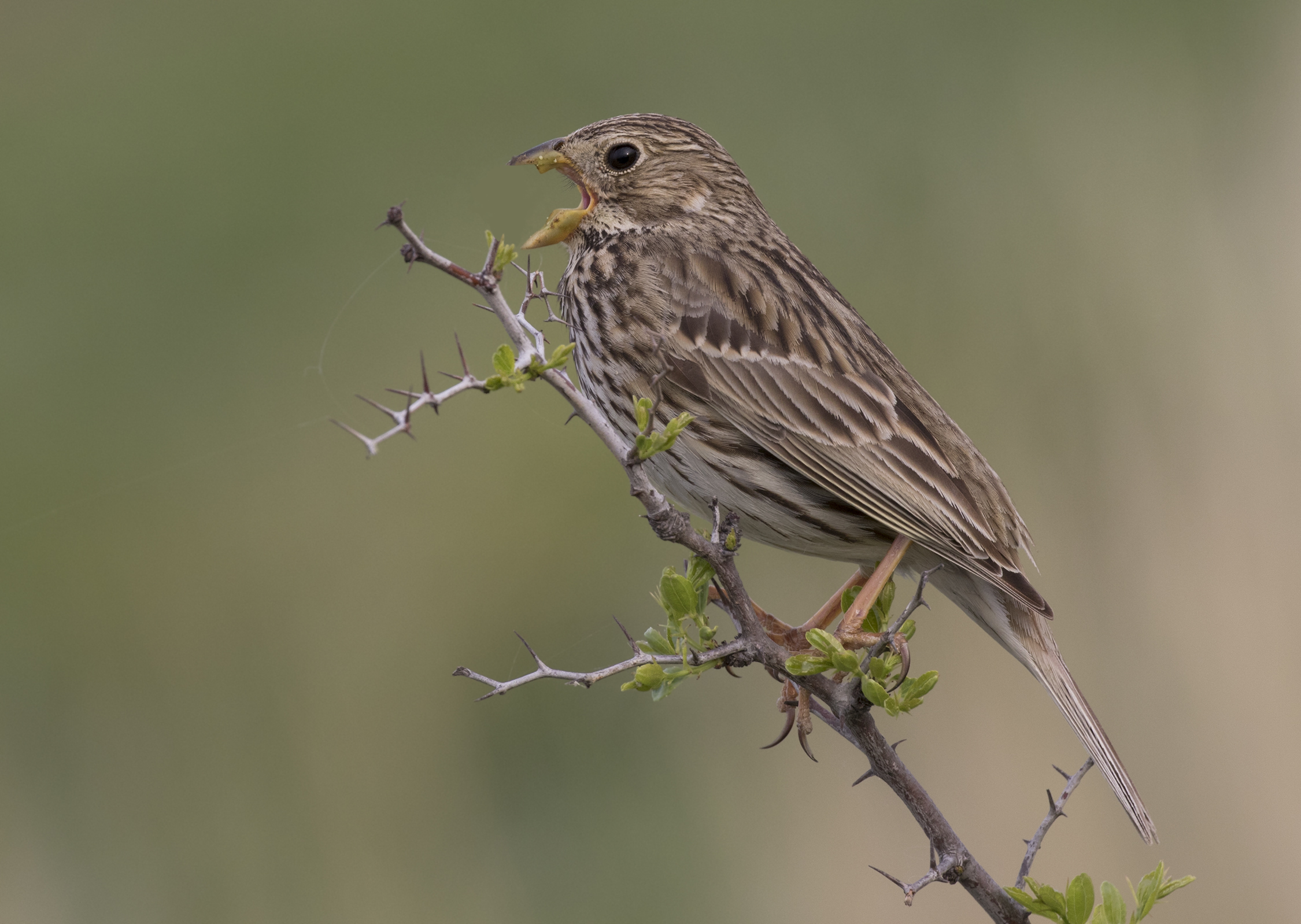
Bruant Proyer
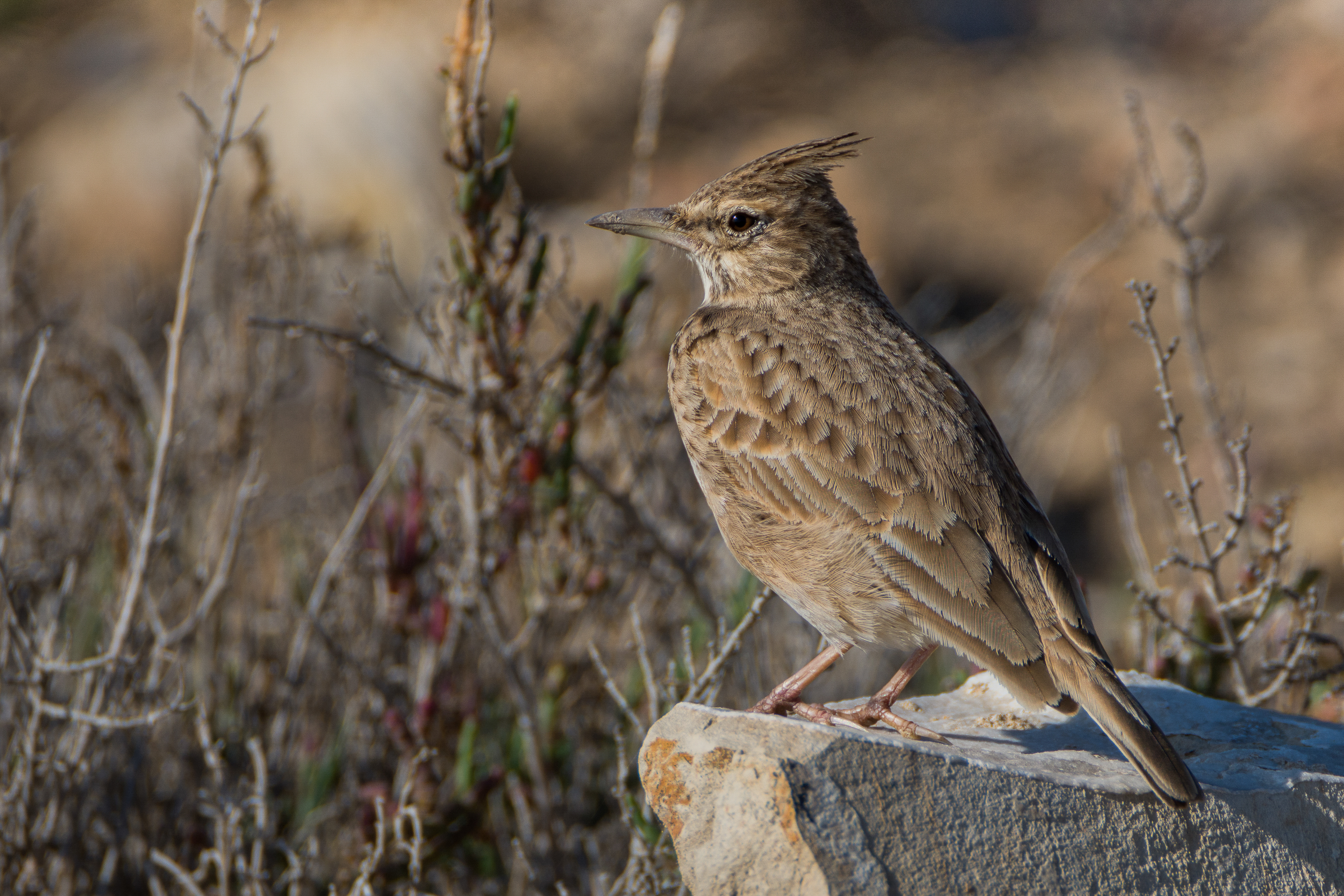
Cochevis huppé
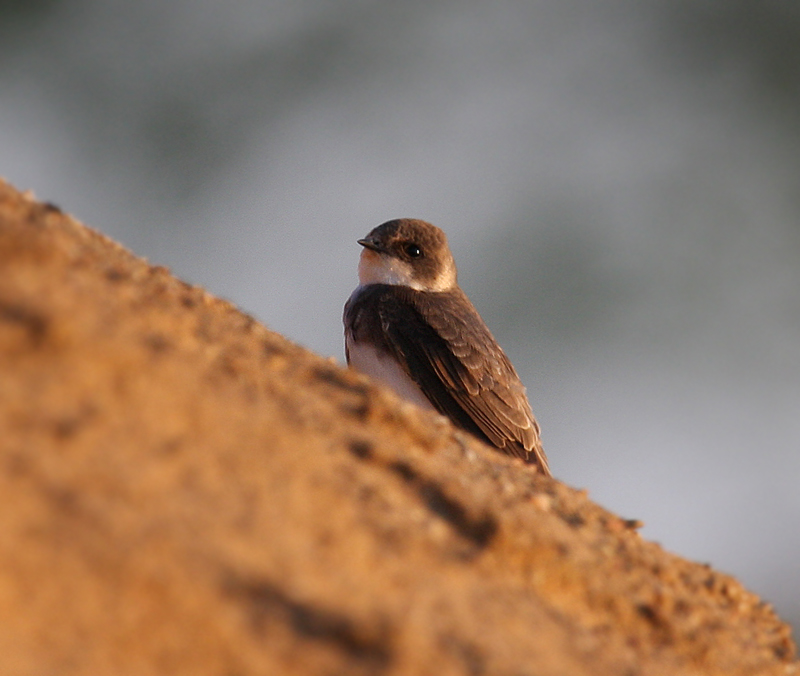
Hirondelle de rivage

### Personnalités liées à la commune
- François-Antoine Jecker (1765-1834), génie de la mécanique. Après un apprentissage de 6 ans à Londres chez Rammstein, il s'installe à Paris. Après quelques années, il fabriquera avec ses frères de merveilleux instruments d'optique, de géodésie et de marine, rivalisant en qualité et en prix avec ce qui se faisait de mieux en Europe à cette époque. La mairie possède une jolie collection de lunettes, de baromètres et d'instruments de navigation.
- Laurent Jecker (de) (1769-1834) : Frère du précédent, installé à Aix-la-Chapelle, il y fonde en 1803 la première fabrique d'épingles du continent[62]. Il compte parmi ses clients l'empereur Napoléon 1er.

### Héraldique
Ce blason date de 1963.
| Blason d'Hirtzfelden | Les armes d'Hirtzfelden se blasonnent ainsi : « D'or au cerf contourné de gueules passant sur une terrasse de sable. » |

## Pour approfondir